# Pierre Athanase Larousse
Pierre Athanase Larousse (23. října 1817 Toucy – 3. ledna 1875 Paříž) byl francouzský gramatik, lexikograf a encyklopedista. Za svůj život publikoval mnoho vynikajících vzdělávacích a referenčních děl 19. století, včetně patnáctidílného svazku Velký univerzální slovník 19. století.

## Mladí
Pierre Larousse se narodil v Toucy, jako syn kováře. V šestnácti letech získal stipendium na učitelskou školu ve Versailles. O čtyři roky později se vrátil do Toucy, aby zde vyučoval na základní škole, ale byl velmi frustrován archaickými a rigidními vyučovacími metodami. V 1840 se přestěhoval do Paříže a začal navštěvovat bezplatné kurzy, aby si zlepšil své znalosti.

## Kariéra
Od roku 1848 do roku 1851 vyučoval na soukromé internátní škole, kde se setkal se svou budoucí manželkou Suzanne Caubel (ačkoli se vzali až v roce 1872). Společně v roce 1849 začali provozovat kurz francouzštiny pro děti. V roce 1851 potkal Augustina Boyera, dalšího rozčarovaného bývalého učitele, a společně založili knihkupectví Librairie Larousse et Boyer (Larousse a Boyer Bookshop). Vydali progresivní učebnice pro děti a návody pro učitele s důrazem na rozvoj kreativity a nezávislosti žáků. V roce 1856 vydávali Nový slovník francouzského jazyka, jako pokračování knihy Petit Larousse, ale Larousse už začal plánovat svůj další, mnohem větší projekt. 27. prosince 1863 se objevil první svazek velkého encyklopedického slovníku, Grand dictionnaire universel du XIXe siècle (Velký univerzální slovník 19. století). Ten byl oceněn Victorem Hugem a stal se klasikou. Ve své moderní, revidované podobě je stále vysoce respektován. V roce 1869 Larousse ukončil partnerství s Boyerem a zbytek svého života strávil prací na pokračování svého Velkém slovníku. Slovník byl dokončen (15 svazků, 1866–76; doplňky 1878 a 1890),  Laroussovým synovcem Julesem Hollierem v roce 1876, po Laroussově smrti (v Paříži v roce 1875) kvůli mrtvici[nepřesný odkaz] způsobené vyčerpáním.